# 中国驻瑞士大使馆
中华人民共和国驻瑞士联邦大使馆（德語：Botschaft der Volksrepublik China in der Schweiz Eidgenossenschaft），简称中国驻瑞士大使馆，是中华人民共和国驻瑞士的外交代表机构。

## 机构设置
中国驻瑞士大使馆设置下列机构：
- 政治处
- 新闻和公共外交处
- 领事侨务处
- 文教科处
- 经商处
- 办公室